# Moosbrand
Moosbrand (Untertitel: Neue Texte) war eine von 1993 bis 1998 erscheinende Literaturzeitschrift.

## Geschichte
Die Zeitschrift wurde ab dem Jahr 1993 von Birgit Dahlke, Klaus Michael, Lutz Seiler und Peter Walther in Wilhelmshorst bei Potsdam herausgegeben, wo sich auch der Redaktionssitz (Peter-Huchel-Haus) befand. Der Titel wurde Gedichten von Nadja Gogolin und Lutz Seiler entlehnt.
Zunächst in der Nachfolge selbstverlegter Zeitschriften der Literaturszene des Ostberliner Prenzlauer Bergs stehend und im Selbstverlag erscheinend, wurde die Zeitschrift seit 1996 in Gerhard Wolfs Verlag Janus-Press (Berlin) herausgebracht.
Die Zeitschrift Moosbrand stellte nach sechs Nummern ihr Erscheinen ein.

## Inhalt
Moosbrand wurde in den neunziger Jahren als poetisches und ästhetisches Gegenmodell zu den Zeitschriften des politisch-literarischen Prenzlauer Bergs wie Gegner oder Sklaven angesehen.